# Ademar d'Angulema
Aimar o Ademar († 2 d'abril de 926) fou comte de Poitiers de 890 a 902 i comte d'Angulema de 916 a 926. Era fill d'Emenó de Poitiers, comte de Poitiers i després d'Anguleme i de Périgueux i probablement d'una robertina, filla del comte Eudes I de Troyes.

## Biografia
El seu pare fou mort el 866 en combat contra el seu parent Landri de Saintes, comte de Saintes o Santonya i els seus dos fills Ademar i Adalelm eren massa joves per assegurar la defensa i la gestió d'Angulema i de Périgueux, que eren els feus d'Emenó. El rei Carles el Calb confià els comtats i la tutela dels dos nens a un dels seus parents, Vulgrí, comte d'Agen.
Cosí del rei Eudes, apareix a la cort el 889 al capdavant d'un destacament que es va unir a les forces del rei per combatre una nova incursió vikinga. El 5 d'agost de 890, Rainulf II comte de Poitiers, moria a París, potser enverinat, deixant el seu comtat al seu fill Ebles Manzer, encara jove, sota la guarda de Guerau d'Orlhac. Rainulf havia estat un dels senyors aquitains que no reconeixia l'elecció d'Odó I, i després, un any més tard, a no acceptar-lo més que a contracor; Odó va intentar aprofitar la mort de Rainulf per imposar la seva autoritat a l'Aquitània i instal·lar-hi el seu germà Robert I de França, marquès de Nèustria. No volent intervenir directament, va incitar al seu parent Aimar o Ademar a atacar Guerau i Ebles Manzer, tot confiant-li l'exèrcit reial. Al capdavant d'aquest exèrcit, Aimar va ocupar Poitiers el setembre de 892 i va obligar a Ebles Manzer i Guerau a refugiar-se a Alvèrnia. Els dos oncles d'Ebles, Gausbert, comte de Saintes o Santonya i Ebles, abat de Saint-Denis i de Sant Hilari de Poitiers, van prendre les armes contra Ademar, però van morir en els combats que van seguir.
Una vegada que Aimar va controlar el comtat de Poitiers, Odó prengué la direcció de les operacions, l'hi retira el comandament i el govern el gener de 893 per donar-lo al seu germà Robert. Aprofitant una absència de Robert, Aimar o Ademar sorprengué a la guarnició deixada per Robert i va recuperar la ciutat i el comtat. Els dos robertins no el van poder combatre, ja que van saber llavors que el príncep carolingi Carles III de França s'acaba de fer coronar rei en competència amb Odó. Durant una desena d'anys, un equilibri s'instal·larà entre els partidaris d'Odó i els de Carles III el Simple, deixant en pau el comtat de Poitiers. Aimar intentarà tanmateix prendre Orlhac (Aurillac) el març de 894, probablement per eliminar Ebles Manzer, de manera que Guerau confiarà la guarda del jove Ebles a Guillem El Pietós.
Odó I va morir el 898 i Ademar fou un dels primers senyors a reconèixer Carles el Simple com a únic rei. Aquest últim reconegué Ademar o Aimar com a comte de Poitiers i el feu comte del Llemosí, però tenia una preferència per a Ebles Manzer, al que havia conegut en el transcurs de la seva infantesa. Fort del suport de Guillem el Pietós i de la neutralitat del rei, i aprofitant una absència d'Aimar, Ebles s'apodera de Poitiers el 902 i se'n proclama comte i Aimar es refugia a Périgueux amb el comte Guillem, parent de la seva esposa.
El 27 de març del 916, el comte Alduí I d'Angulema (886-916) germà de Guillem de Périgueux, va morir i la tutela del seu fill Guillem fou confiada a Ademar, que esdevingué així comte d'Angulema. Va morir deu anys més tard, el 2 d'abril del 926. Fou enterrat a Poitiers.

## Família
Es va casar amb Sància, filla o germana del comte Guillem I de Périgord que era fill de Vulgrí I, comte d'Agen, de Périgueux i d'Angulema. Cap fill conegut va néixer d'aquest matrimoni.